# Mont Nansen (Antarctique)
Pour les articles homonymes, voir Mont Nansen.
Le mont Nansen est une montagne située dans la chaîne du Prince-Albert en Terre Victoria, Antarctique.
Il a été découvert par l'expédition Discovery (1901-1904) de Robert Falcon Scott et fut baptisé en l'honneur de Fridtjof Nansen qui fut consultant technique pour l'expédition.